# Székely Határőr Emlékközpont
A Székely Határőr Emlékközpont (románul: Centrul Memorial al Grănicerilor Secui) egy, a székelység hadtörténetét bemutató állandó kiállítás, amely 2021-ben nyílt meg Székelyföldön, a Hargita megyei Csíkszépvízen. Az intézmény a Bethlen Gábor Alap támogatásával jött létre, működtetője a Szépvízért Egyesület.

## Az emlékközpont létrehozása
Az emlékközpont létrehozását Ferencz Tibor, Csíkszépvíz polgármestere kezdeményezte. Az intézmény helyszínéül a település központjában található, 1866-ban épült emeletes lakóházat szemelték ki, amely eredetileg Dájbukát Dávid helyi örmény kereskedő tulajdona volt. A leromlott állapotú ingatlant a község megvásárolta, majd teljes körűen felújíttatta.
A kiállítás mintegy 60 fős szakmai stáb bevonásával, helyi és magyarországi történészek és muzeológusok közös munkájával jött létre, többéves munka eredményeképpen. A 2020-ra tervezett megnyitót a koronavírus-járvány miatt el kellett halasztani. Az emlékközpont ünnepélyes megnyitására végül 2021. augusztus 14-én került sor. Az eseményen részt vett Tánczos Barna, Románia környezetvédelmi, vízügyi és erdészeti minisztere, Borboly Csaba, Hargita Megye Tanácsának elnöke, valamint a Potápi Árpád János nemzetpolitikáért felelős államtitkár. Potápit Csíkszépvíz község díszpolgári címmel tüntette ki az emlékközpont létre hozásához nyújtott támogatásáért.

## A kiállítás
A kiállítás a Dájbukát-ház három szintjén (földszint, emelet, pince) tekinthető meg, együttes alapterülete mintegy 600 négyzetméter. A tárlat a földszintről indulva, időrendi sorrendben mutatja be a székelyek és Székelyföld hadtörténetét a középkortól 1945-ig. A fő látványosságot a számos, korabeli viseletbe öltöztetett élethű bábu, illetve a belőlük alkotott életképek jelentik, ezt egészítik ki a kiállítás írott és képanyagai, valamint audiovizuális tartalmai. Utóbbiak közül meg kell említeni az 1479-es kenyérmezei csatát bemutató hétperces animációt, amely csak az emlékközpontban látható.
Az épület kialakítása miatt a II. világháború eseményeit bemutató rész a pincében kapott helyet. E kiállításrész fontos eleme az úgynevezett emlékezősarok, ahol székely veteránokkal készült interjúkat hallgathat meg a látogató.
A tárlat zárása egy ruhátlan férfialakot ábrázoló szobor, melynek talapzatán egy írható felület található. Az alkotás a háborúk áldozatává vált embereket jelképezi, ruhátlansága miatt bármely nemzet tagjával azonosítható. A talapzatra a látogatók felírhatják azon családtagjaik nevét, akik valamelyik háború áldozatául estek. A feliratokat az emlékközpont munkatársai rendszeresen dokumentálják.
A kiállítást egy ötórányi hanganyagot tartalmazó audioguide vezetésével is meg lehet tekinteni, ez a magyar mellett angol és román nyelven is elérhető.
Működése első évében mintegy 8600 látogató látogatta meg az emlékközpontot.
- Ferencz Ignác őrmester
- Családjától búcsúzó székely határőr, 1770-es évek
- II. világháborús kiállításrész